# Hogna electa
Hogna electa är en spindelart som beskrevs av Roewer 1959. Hogna electa ingår i släktet Hogna och familjen vargspindlar.
Artens utbredningsområde är Tanzania. Inga underarter finns listade i Catalogue of Life.